# كتابة تقنية
الكتابة التقنية (بالإنجليزية: Technical writing) هي شكل متخصص من أشكال الاتصال يستخدمه العديد من المنظمات الصناعية والعلمية اليوم لنقل المعلومات المعقدة بوضوح ودقة إلى المستخدم. يعد عملاء المؤسسة وموظفيها وعمال التجميع والمهندسون والعلماء من بين المستخدمين الأكثر شيوعًا الذين يشيرون إلى هذا النوع من المحتوى لإكمال مهمة أو البحث عن موضوع. تعتمد معظم الكتابات التقنية على قواعد نحوية مبسطة، مدعومة بتواصل بصري سهل الفهم لشرح المعلومات المعقدة بوضوح ودقة.

مثال على نموذج تصميم بمساعدة حاسوب «المتفجر». الانفجارات مع التعليقات التوضيحية هي وسيلة اتصال بصرية شائعة ينشئها الكتاب التقنيون، من نماذج تصميم بمساعدة حاسوب، للمساعدة في تبسيط محتوى الكتابة التقنية.

 الكتابة التقنية هي شكل من أشكال الكتابة كثيفة العمالة تتطلب بحثًا دقيقًا في موضوع ما وتحويل المعلومات التي تم جمعها إلى تنسيق وأسلوب ومستوى قراءة مكتوب يمكن للمستخدم النهائي فهمه أو التواصل معه بسهولة. هناك شكلان رئيسيان للكتابة التقنية. إلى حد بعيد، فإن الشكل الأكثر شيوعًا للكتابة التقنية هو الوثائق الإجرائية المكتوبة لعامة الناس (على سبيل المثال، أدلة خطوة بخطوة موحدة وإجراءات التشغيل القياسية (SOPs)). تُستخدم الكتابة التقنية الإجرائية في جميع أنواع التصنيع لشرح تشغيل المستخدم والتجميع وتعليمات التثبيت وخطوات عمل الموظفين / السلامة. تُستخدم الإجراءات المكتوبة على نطاق واسع في التصنيع وتطوير البرمجيات والبحث الطبي والعديد من المجالات العلمية الأخرى. نمت صناعة البرمجيات لتصبح واحدة من أكبر مستخدمي الكتابة التقنية وتعتمد على الوثائق الإجرائية لوصف تشغيل المستخدم للبرنامج وتعليمات التثبيت.
في بعض التطبيقات، قد تتم كتابة الكتابة التقنية للخبراء أو زملاء العلماء في مجال العمل أو الدراسة. في هذه التطبيقات، يتم استخدام شكل "الورقة البيضاء" من الكتابة التقنية لوصف موضوع متخصص وتسويق منتج/خدمة أو رأي/اكتشاف لقراء مختارين. تستخدم المنظمات عادةً نموذج الكتاب الأبيض لنشر الكتابة التقنية كمقالات في مجلات الصناعة أو أوراق أكاديمية. تمت كتابة نموذج الكتاب الأبيض لجذب القراء الملمين بموضوع تقني. على عكس الكتابة التقنية الإجرائية، غالبًا ما تتضمن الأوراق البيضاء مصطلحات وبيانات صناعية فريدة. يُطلق عليه أحيانًا اسم الكتابة التقنية العلمية، ويجب أن يُظهر هذا الشكل الثانوي من الكتابة التقنية معرفة عميقة بموضوع ومجال العمل بهدف وحيد هو إقناع القراء بالموافقة على استنتاج الورقة. هذا النوع من الكتابة التقنية غالبًا ما يتم كتابته بواسطة كاتب تقني. سيتعاون الكاتب الفني بشكل وثيق مع خبير الصناعة في المنظمة لتأليف هذه المستندات، لكن نادرًا ما يتم ذكر اسمه في النسخة المنشورة.
ومع ذلك، في معظم الحالات، يتم استخدام الكتابة التقنية للمساعدة في نقل الموضوعات العلمية المعقدة أو المتخصصة للمستخدمين النهائيين بعبارات "بسيطة" وتتضمن محتوى واقعيًا بحتًا. تعتمد الكتابة التقنية الإجرائية الحديثة على مصطلحات بسيطة وجمل قصيرة، بدلاً من التفسيرات التفصيلية التي تحتوي على معلومات غير ضرورية مثل الضمائر الشخصية والكلمات المجردة والاختصارات غير المألوفة. لتحقيق القواعد النحوية الصحيحة؛ تتم كتابة المستندات الإجرائية من منظور الشخص الثالث والموضوعي، مع صوت نشط ونبرة رسمية. تم تقديم وصف أكثر اكتمالاً لأسلوب الكتابة التقنية في كتاب "عناصر الأسلوب" الذي كتبه سترانك ووايت. قواعد الكتابة التقنية تشبه إلى حد كبير قواعد الصحافة المطبوعة وتتبع نفس الأسلوب. على الرغم من أن الكتابة التقنية تلعب دورًا لا يتجزأ في عمل الهندسة والرعاية الصحية والعلوم؛ إلا أنها لا تتطلب الحصول على درجة علمية في أي من هذه المجالات. وبدلاً من ذلك، يجب أن يكون مؤلف المستند خبيرًا في الكتابة التقنية. يتم الاعتماد على خبراء الموضوع (SMEs) والمواصفات الداخلية وعملية المراجعة الهندسية الرسمية للمنظمة لضمان الدقة. يساعد تقسيم العمل على تحقيق قدر أكبر من التركيز على جانبي توثيق المنظمة، مما يضمن قدرًا أكبر من الدقة والجودة. يحمل معظم الكتاب التقنيين درجة جامعية في الآداب في تخصص الكتابة، مثل الاتصالات التقنية، والصحافة، واللغة الإنجليزية، والصحافة التقنية، والاتصالات، وما إلى ذلك. الكتابة التقنية هي أكبر شريحة في مجال الاتصالات التقنية.
تشمل أمثلة المجالات التي تتطلب الكتابة التقنية أجهزة الكمبيوتر والبرمجيات، والهندسة المعمارية، والهندسة، والكيمياء، والطيران، والروبوتات، والتصنيع، والتمويل، والطب، وقانون براءات الاختراع، والإلكترونيات الاستهلاكية، والتكنولوجيا الحيوية، والغابات.

## نظرة عامة
تتم الكتابة التقنية في أغلب الأحيان بواسطة كاتب فني مدرب والمحتوى الذي ينتجه هو نتاج عملية محددة جيدًا. يتبع الكتاب الفنيون إرشادات صارمة حتى تظهر الكتابة التقنية التي يشاركونها بتنسيق وأسلوب موحد وموحد الاستخدام (على سبيل المثال، ديتا، تنسيق ماركداون، دليل أسلوب إيه بي، دليل أسلوب شيكاغو). إن المهمة الأساسية للكاتب التقني هي توصيل المعلومات التقنية بأوضح طريقة ممكنة وأكثرها فعالية.:{{{1}}} لتحقيق أعلى مستوى من الوضوح، يجب أن تكون الكتابة التقنية للمنظمة غير قابلة للتمييز بالنسبة للقارئ – دون أي اختلافات في التنسيق أو القواعد أو الأسلوب المعمول به بين المؤلفين. غالبًا ما يكون موضوع الكاتب التقني معقدًا، لذا فإن مهارات الكتابة والتواصل القوية ضرورية. لا تقتصر الكتابة التقنية بأي حال من الأحوال على التواصل الكتابي. غالبًا ما يتم دمج الاتصال المرئي في الوثائق للمساعدة في تبسيط الموضوعات المعقدة. يستخدم الكتاب التقنيون مجموعة متنوعة من برامج تحرير الصور والرسومات الحديثة لإنتاج اتصالات مرئية. تعد برامج تحرير الرسوم التوضيحية والمخططات والتصميم بمساعدة الكمبيوتر أدوات شائعة في التجارة.
في بعض الحالات، قد يُجري المهندسون الكتابة التقنية للمشروع الذي يعملون عليه، ولكن نادرًا ما يحدث هذا في المؤسسات الكبيرة حيث يجب إصدار المنتجات أو مراجعتها أسبوعيًا. أما على الصعيد التجاري، فعادةً ما يكتب كُتّاب مُدرَّبون في مجال التسويق و/أو الكتابة الإبداعية المواد التسويقية أو البيانات الصحفية. ومع ذلك، يُمكن الاعتماد على كاتب فني لتقديم التحرير والمدخلات الأخرى لأي محتوى فني قد تُنتجه المؤسسة.

## التاريخ

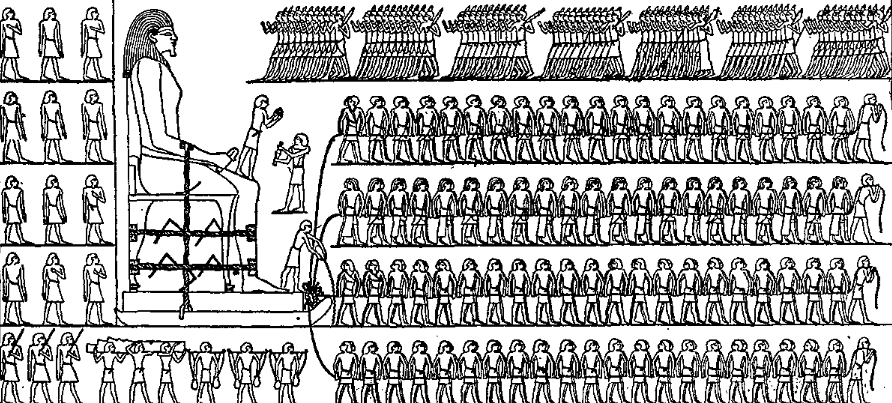
وكما هو الحال مع الكتابة التقنية التي تقدمها شركة إيكيا مع منتجاتها، فقد اعتمد الكتاب التقنيون المصريون القدماء في كثير من الأحيان على الاتصال البصري لشرح الإجراءات.

رغم أن الكتابة التقنية لم يتم الاعتراف بها كمهنة إلا منذ الحرب العالمية الثانية، إلا أن جذورها تعود إلى مصر القديمة، حيث تم استخدام الاتصال المرئي بانتظام لشرح الإجراءات. في العصور اليونانية والرومانية القديمة، تم الاستشهاد بالكتابة التقنية من خلال أعمال كتاب مثل أرسطو وديموكراتس باعتبارها بعضًا من أقدم أشكال الكتابة التقنية المكتوبة. أقدم الأمثلة على ما يمكن اعتباره كتابة تقنية إجرائية حديثة ترجع إلى الكيميائيين الأوائل. قام هؤلاء العلماء الأوائل بتطوير ما نعرفه الآن باسم " الوصفات ". يعود تاريخ بعض أقدم الاكتشافات للخطوات الإجرائية المكتوبة في الحضارة الغربية إلى عام 1100 بعد الميلاد، ومع ذلك، فقد تم استخدام الاتصال المرئي لوصف إجراءات الخطوات في الهند والصين القديمة قبل ذلك بكثير.
مع اختراع المطبعة الميكانيكية، وبداية عصر النهضة، وظهور عصر العقل، أصبح توثيق النتائج ضرورة. قام المخترعون والعلماء مثل إسحاق نيوتن وليوناردو دافنشي بإعداد وثائق توثق اختراعاتهم واكتشافاتهم.:{{{1}}} على الرغم من عدم تسميتها أبدًا بالوثائق التقنية خلال فترة نشرها، إلا أن هذه الوثائق لعبت دورًا حاسمًا في تطوير الأشكال الحديثة للاتصالات والكتابة التقنية.
لقد شهد مجال الاتصالات التقنية نموًا خلال الثورة الصناعية.:{{{1}}} كانت هناك حاجة متزايدة لتزويد الناس بالتعليمات لاستخدام الآلات المعقدة بشكل متزايد والتي تم اختراعها.:{{{1}}}  ومع ذلك، وعلى عكس الماضي، حيث كانت المهارات تنتقل من خلال التقاليد الشفهية، لم يكن أحد سوى المخترعين يعرف كيفية استخدام هذه الأجهزة الجديدة. وهكذا أصبحت الكتابة هي الوسيلة الأسرع والأكثر فعالية لنشر المعلومات، وكان هناك طلب على الكتاب الذين يستطيعون توثيق هذه الأجهزة.
خلال القرن العشرين، ارتفعت الحاجة إلى الكتابة التقنية بشكل كبير، وأصبحت المهنة معترف بها رسميًا. أدت أحداث الحرب العالمية الأولى والحرب العالمية الثانية إلى تقدم في الطب، والمعدات العسكرية، وتكنولوجيا الكمبيوتر، وتكنولوجيا الفضاء الجوي.:{{{1}}}  وقد أدى هذا النمو السريع، إلى جانب إلحاح الحرب، إلى خلق حاجة فورية إلى توثيق مصمم بشكل جيد لدعم استخدام هذه التقنيات. كان الطلب على الكتابة التقنية مرتفعًا خلال هذا الوقت، وأصبح "الكاتب التقني" عنوانًا وظيفيًا رسميًا خلال الحرب العالمية الثانية.:{{{1}}}
بعد الحرب العالمية الثانية، أدى التقدم التكنولوجي إلى زيادة السلع الاستهلاكية ومستويات المعيشة.:{{{1}}} خلال فترة الطفرة التي أعقبت الحرب العالمية الثانية، شهدت الخدمات العامة مثل المكتبات والجامعات، فضلاً عن أنظمة النقل مثل الحافلات والطرق السريعة، نمواً كبيراً. لقد زادت الحاجة إلى أن يقوم الكتاب بتوثيق هذه العمليات.:{{{1}}} كما شهدت هذه الفترة أيضًا بدء الشركات الكبرى والجامعات في استخدام أجهزة الكمبيوتر. ومن الجدير بالذكر أنه في عام 1949، قام جوزيف د. تشابلين بتأليف أول وثيقة تقنية حسابية، وهي دليل تعليمات لجهاز كمبيوتر BINAC.
سمح اختراع الترانزستور في عام 1947 بإنتاج أجهزة الكمبيوتر بتكلفة أقل وفي متناول الأفراد والشركات الصغيرة.:{{{1}}}  مع نمو سوق " أجهزة الكمبيوتر الشخصية " هذه، ازدادت الحاجة إلى كتاب قادرين على شرح هذه الأجهزة وتوفير وثائق المستخدم لها.:{{{1}}}  شهدت مهنة الكتابة التقنية توسعًا أكبر خلال السبعينيات والثمانينيات مع دخول الأجهزة الإلكترونية الاستهلاكية إلى منازل المزيد والمزيد من الناس.
في السنوات الأخيرة، أدى بروز أجهزة الكمبيوتر في المجتمع إلى العديد من التطورات في مجال الاتصالات الرقمية، مما أدى إلى تغييرات في الأدوات التي يستخدمها الكتاب التقنيون.:{{{1}}} لقد جعلت النصوص التشعبية، ومعالجات الكلمات، وبرامج تحرير الرسومات، وبرامج تخطيط الصفحات إنشاء المستندات التقنية أسرع وأسهل، ويجب على الكتاب الفنيين اليوم أن يكونوا بارعين في هذه البرامج.:{{{1}}}

## الوثائق التقنية

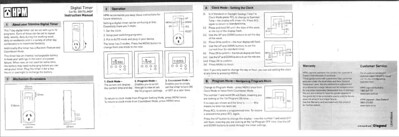
دليل التعليمات لجهاز التوقيت الرقمي سليملاين من عام 2016.

تشمل الكتابة التقنية أنواعًا وأساليب كتابة متعددة، تبعًا للمعلومات والجمهور المستهدف. من أمثلة الوثائق التقنية الشائعة:
- توثيق واجهة برمجة التطبيقات (API): يُستخدم حصريًا في مجال تطوير الويب لتوثيق تعليمات التشغيل والتثبيت لواجهة برمجة التطبيقات. تتيح أدوات ترميز واجهة برمجة التطبيقات (مثل سواجر ويوست مان وغيرهما) للكتاب التقنيين إنشاء توثيقات بسهولة بتنسيق ماركداون لرفعها إلى أدلة توثيق واجهة برمجة التطبيقات محددة تحتوي على شيفرة توثيق واجهة برمجة التطبيقات ذات صلة (مثل واجهة برمجة تطبيقات التوطين، وواجهة برمجة تطبيقات تسجيل الدخول، وواجهة برمجة تطبيقات الأمان). عادةً ما يتم تحويل توثيق واجهة برمجة التطبيقات تلقائيًا إلى تنسيق ماركداون موحد داخل محرر ما تراه هو ما تحصل عليه الخاص بأداة واجهة برمجة التطبيقات. في معظم الحالات، يقوم المبرمجون والكتاب التقنيون بتحميل الشيفرة وتحديثات المحتوى إلى مستودع «غيت» حيث يتم الاحتفاظ بصورة طبق الأصل من موقع الويب. بعد ذلك، ينقل المبرمجون الأدلة المحدثة إلى الخادم المباشر بمجرد اكتمال الاختبار.
- تعليمات التجميع (AI): تُقدم إجراءات داخلية لموظفي خط التجميع. تُكتب الخطوات الفردية وتُوزّع على أعضاء فريق التجميع. غالبًا ما يُدرج الكاتب الفني نماذج CAD لتبسيط عمليات التجميع المعقدة.
- دراسة الحالة: تقرير منشور عن شخص أو مجموعة أو موقف خضع للدراسة على مر الزمن؛ وهو أيضًا موقف واقعي يمكن النظر إليه أو دراسته للتعمق في فهمه.[10] في المؤسسات الكبيرة، لا يقدم الكُتّاب التقنيون سوى خدمات التحرير أو الكتابة بالنيابة لدراسات الحالة. يُشترط عادةً تأليف مواد على مستوى الإدارة لتلبية المعايير والقواعد الوطنية.
- أدلة صيانة المكونات (CMMs): تُستخدم بشكل رئيسي في مجال الطيران والفضاء لإخطار العملاء عند الحاجة إلى إصلاح أو استبدال أي مكون كامل. يجب تضمين جميع نشرات الخدمة المتعلقة بالمكونات و/أو الإشارة إليها في دليل صيانة المكونات، بالإضافة إلى أحدث رسومات المكونات ومعلوماتها. تتبع أدلة صيانة المكونات تنسيق رابطة النقل الجوي الفضائي (ATA) وفصول ATA Spec 100/iSpec 2200.
- أدلة التثبيت (IM): إجراءات مصممة لمساعدة المستخدم النهائي في تثبيت منتج أو برنامج في الميدان.
- تقرير التفتيش: يُستخدم هذا التقرير بشكل رئيسي في تشييد المباني الكبيرة والهندسة المدنية، ويُفصّل مشاكل/عيوب البناء التي يُحددها مفتش ميداني في مراحل مختلفة من المشروع. تُسجّل المشاكل/العيوب المُحدّدة، مبدئيًا، في قائمة مُهمّات. يستعين الكاتب الفني بهذه القائمة لكتابة تقرير التفتيش. تُقدّم تقارير التفتيش صورًا ومواقع وأوصافًا مُفصّلة للمشاكل/العيوب، ليسهل على البنّائين فهم أفضل السبل لإصلاحها أو إجراء الإصلاحات اللازمة. في بعض الحالات، قد تُضمّن أيضًا حلول مُقترحة.
- قاعدة المعرفة أو مركز المساعدة: مواقع مساعدة إلكترونية مصممة لتزويد المستخدمين بصفحات معلومات تقنية حول المنتجات و/أو الخدمات. يمكن إنشاء محتوى هذه المواقع ورفعه على الويب باستخدام لغات لغة الترميز القياسي العام أو لغة التوصيف القابلة للتوسعة أو لغة تأشير توسعية لنص ترابطي. الكتابة التقنية: تُستخدم أنظمة إدارة المحتوى لإدارة هذه المواقع ورفعها.
- قائمة التعبئة أو قائمة الشحن: تحدد الأجزاء التي تم شحنها وبيانات سلامة المنتج ومعلومات الاتصال بالشركة المصنعة.
- نشرات الخدمة (SBs): تُستخدم هذه الأدلة بشكل رئيسي في مجال الطيران، وهي مخصصة للإصلاحات والتعديلات البسيطة. يُصدر المصنعون نشرات الخدمة ويُصدرونها لمالكي الطائرات عند الحاجة إلى تعديل أو تحديث أي جزء من مكونات الطائرة. تتبع نشرات الخدمة تنسيق جمعية النقل الجوي (ATA) ومواصفات ATA 100/iSpec 2200.
- المواصفات: تُستخدم في قطاع البناء لتحديد الحد الأدنى من معايير ومتطلبات التركيب. عادةً ما يُقدّم مدير المشروع المواصفات إلى البنّاء، ويجب أن يوقّعها البنّاء ويقبلها كجزء من العقد. يُحدّد معهد مواصفات البناء (CSI) معايير التنسيق.
- ورقة المواصفات/أوراق المواصفات أو أوراق البيانات: أوراق مرجعية من صفحة أو صفحتين، مصممة لتوفير الخصائص المشتركة للمنتج/الخدمة المطلوبة لتطبيقات محددة. قد تشمل الخصائص القصوى والدنيا المشتركة للمنتج/الخدمة: الحجم والمساحة، الوزن، نوع التوصيلات أو الواجهات، المتطلبات الكهربائية، السرعة، إلخ.
- إجراءات التشغيل القياسية (SOPs): الخطوات الإجرائية التي يتبعها أفراد السلامة العسكرية والتصنيعية والطبية والصناعية لإنجاز التجميع أو المعالجة أو أي مهمة عمل أخرى يجب إكمالها فعليًا بالترتيب الصحيح.
- محتوى التسويق الفني: معلومات كُتبت خصيصًا لأغراض التسويق. يُستخدم هذا المحتوى غالبًا للمساعدة في وصف معلومات المنتج ومواصفاته في المواد التسويقية وعلى صفحات الويب الخاصة بالمنتج/الخدمة. عادةً ما يُستعان بكتاب مبدعين متخصصين في التسويق لهذا العمل.
- أدلة المستخدم (UM) أو كتيبات التشغيل: تعليمات إجرائية لتشغيل منتج أو برنامج.
- أوراق بيضاء: وثائق تسويقية، غالبًا ما يكتبها كُتّاب تقنيون، وتُنسب إلى خبراء في مجالهم. جميع الأوراق البيضاء تتناول موضوعًا مقنعًا، وتُقدّم حُجة تدعم استنتاج الكاتب.

## الأدوات
يستخدم الكتاب الفنيون الأدوات التالية لتأليف وتقديم المستندات:
- تقديم كاد: غالبًا ما يستخدم الكُتّاب التقنيون العاملون في مجال الهندسة الميكانيكية أدوات عرض كاد لتوسيع نطاق تصميمات كاد ثلاثية الأبعاد المُعدّة والمعتمدة هندسيًا. الهدف هو توصيل خطوات التجميع/التفكيك بصريًا بشكل أوضح. عادةً ما تُستخدم برامج كاد المتخصصة في التواصل التقني لتعديل نماذج كاد الحالية.
- برامج برمجية تعاونية. تتطلب الكتابة التقنية تعاونًا بين عدة أطراف من أقسام مختلفة داخل المؤسسة.[4]:{{{1}}} لزيادة التواصل بين الأطراف، يعتمد الكُتّاب التقنيون على أنظمة ويكي مثل كونفلوينس ومساحات عمل المستندات المشتركة.[4]:{{{1}}}
- أنظمة إدارة المحتوى (CMS): تُحرَّر وتُنشر الكتابة التقنية الحديثة في نظام إدارة محتوى (CMS) مُخصَّص مُصمَّم خصيصًا للكتابة التقنية. يُستخدم نظام إدارة المحتوى لنشر كميات كبيرة من محتوى الكتابة التقنية عبر الإنترنت بسهولة وسرعة. يُحوَّل المحتوى المُحمَّل تلقائيًا إلى نظام مساعدة "قاعدة معارف" ليتمكن المستخدمون النهائيون من الرجوع إليه. بالإضافة إلى ميزات التحرير الأساسية بتقنية ما تراه هو ما تحصل عليه وإمكانية التحميل عبر الإنترنت، يُوفِّر نظام إدارة المحتوى أيضًا ميزات إدارة المحتوى، بما في ذلك إدارة الإصدارات، وأدوات مُدمجة لإدارة سير عمل التوثيق الضخم. مُعظم أنظمة إدارة المحتوى المُستخدمة في الكتابة التقنية تعتمد على لغة الترميز القياسي العام، أو لغة التوصيف القابلة للتوسعة، أو لغة تأشير توسعية لنص ترابطي.
- أدوات النشر المكتبي أو معالجات النصوص: في تسعينيات القرن الماضي، كانت معظم الكتابة التقنية تُنجز باستخدام برامج معالجة النصوص. أتاحت هذه البرامج المبكرة للكتاب التقنيين تأليف وتحرير وتصميم وطباعة المستندات من جهاز كمبيوتر. ولا يزال مؤلفو الأوراق البيضاء يعتمدون عمومًا على معالجات النصوص وأدوات النشر المكتبي المُحسّنة للنشر المكتبي.[11]
- برامج الرسومات: تُستخدم الصور والعناصر المرئية الأخرى في الكتابة التقنية للمساعدة في توصيل المعلومات بعبارات أبسط مما يمكن للنص المطبوع إنجازه.[4]:{{{1}}} في هذه الحالات، تُستخدم برامج الرسومات الشائعة الاستخدام في الكتابة التقنية لإنشاء العناصر المرئية للمستندات وتحريرها (على سبيل المثال، الصور والرموز والرسوم البيانية وما إلى ذلك).
- برامج الرسوم البيانية. لتوصيل المعلومات الإحصائية، غالبًا ما تتضمن الكتابة التقنية رسومًا بيانية ومخططات انسيابية.[4]:{{{1}}} تُستخدم برامج قواعد البيانات الشائعة عادةً لإنشاء رسوم بيانية ومخططات أساسية. أحيانًا، يتعين على الكتابة التقنية توفير رسوم بيانية أكثر تطورًا مع ميزات تفاعلية عبر الإنترنت. غالبًا ما تُستخدم برامج الرسوم البيانية لقواعد بيانات SQL لإنجاز هذا العمل.[12]
- أدوات التقاط الشاشة: تتضمن الكتابة التقنية لإجراءات البرامج في كثير من الأحيان لقطات للشاشة.[13][14] هناك نوعان من التقاط الشاشة: إطار ثابت وفيديو. تُستخدم لقطات الشاشة ذات الإطار الثابت بشكل شائع في صناعة البرمجيات. غالبًا ما يُدرج الكُتّاب التقنيون لقطات شاشة ذات إطار ثابت للمساعدة في شرح الإجراءات الأكثر تعقيدًا. أحيانًا، قد يكتفي الكُتّاب التقنيون بتسجيل فيديو قصير لسطح مكتبهم لعرض إجراء برمجي. مع ذلك، يُعد هذا أقل شيوعًا نظرًا لكثرة المراجعات التي تُجريها البرامج.
- برامج المواصفات: غالبًا ما يستخدم "مُحدِّد المواصفات/الكاتب الفني" برامج المواصفات السحابية لاختيار قائمة بالمعايير الدنيا الشائعة المطلوبة لمشروع بناء. عادةً ما تُصمَّم هذه البرامج لتتوافق مع معايير معهد مواصفات البناء (CSI).

## قائمة الجمعيات
- رابطة الكتاب الطبيين الأمريكيين[الإنجليزية]
- معهد مواصفات البناء[الإنجليزية]
- الجمعية التشيكية للاتصالات التقنية[الإنجليزية]
- الرابطة الأوروبية للاتصالات التقنية[الإنجليزية]
- جمعية الاتصالات المهنية[الإنجليزية]
- معهد الاتصالات العلمية والتقنية[الإنجليزية]
- الرابطة الدولية لخبراء الاتصالات التجارية[الإنجليزية]
- منظمة النهوض بمعايير المعلومات المنظمة[الإنجليزية]
- سيجدوك[الإنجليزية]
- منظمة الاتصالات التقنية (متوقف اعتبارًا من عام 2025)

## وصلات خارجية
- برامج تعليم الكتابة التقنية – فرع لوس أنجلوس، جمعية الاتصالات التقنية (LASTC)
- معاملات معهد مهندسي الكهرباء والإلكترونيات في مجال الاتصالات المهنية
- دورات الكتابة التقنية من ويكي الجامعة